# Lavoltidin
Lavoltidin (INN, USAN; AH-23,844, lokstidin) je veoma potentan i selektivan antagonist H2 receptora, koji je bio u razvoju za tretman gastroesofagealne refluksne bolesti, ali je razvoj prekinut zbog otkrića da on proizvodi gastrične karcinoidne tumore kod glodara.

## Literatura
- Dictionary of organic compounds. London: Chapman & Hall. 1996.  0-412-54090-8.
- Washington, Neena (1991). Antacids and anti-reflux agents. Boca Raton: CRC Press.  0-8493-5444-7.